# Jdeidat Artouz
Jdeidat Artouz (tiếng Ả Rập: جديدة عرطوز, cũng đánh vần là Jdeidet Artouz) là một thị trấn ở miền nam Syria, một phần hành chính của Tỉnh Rif Dimashq, nằm ở phía tây nam Damascus. Các địa phương gần đó bao gồm Qatana ở phía tây, Artouz ở phía nam, Khan al-Shih ở phía đông nam và Darayya ở phía đông bắc. Theo Cục Thống kê Trung ương Syria, Jdeidat Artouz có dân số 45.000 người trong cuộc điều tra dân số năm 2004. Nó có một dân số hỗn hợp gồm Kitô hữu, Druze và Hồi giáo Sunni. Kitô hữu và Druze chủ yếu sống ở quận phía nam của Jdeidat Artouz al-Balad, trong khi người Sunni chủ yếu sống ở quận phía bắc của Jdeidat al-Wadl.

## Khí hậu
Ở Jdeidat Artouz, có khí hậu thảo nguyên địa phương. Lượng mưa vào mùa đông cao hơn vào mùa hè. Phân loại khí hậu Köppen-Geiger là BSk. Nhiệt độ trung bình hàng năm ở Jdeidat Artouz là 16,8 °C (62,2 °F). Khoảng 242 mm (9,53 in) lượng mưa giảm hàng năm. Tháng khô nhất là tháng 6, với 0 mm mưa. Vào tháng 1, lượng mưa đạt cực đại, trung bình là 56 mm. Tháng 8 là tháng ấm nhất trong năm. Nhiệt độ trong tháng 8 trung bình 26,0 °C. Ở mức trung bình 7,0 °C, tháng 1 là tháng lạnh nhất trong năm. 
| Dữ liệu khí hậu của {{{location}}} | Dữ liệu khí hậu của {{{location}}} | Dữ liệu khí hậu của {{{location}}} | Dữ liệu khí hậu của {{{location}}} | Dữ liệu khí hậu của {{{location}}} | Dữ liệu khí hậu của {{{location}}} | Dữ liệu khí hậu của {{{location}}} | Dữ liệu khí hậu của {{{location}}} | Dữ liệu khí hậu của {{{location}}} | Dữ liệu khí hậu của {{{location}}} | Dữ liệu khí hậu của {{{location}}} | Dữ liệu khí hậu của {{{location}}} | Dữ liệu khí hậu của {{{location}}} | Dữ liệu khí hậu của {{{location}}} |
| Tháng                              | 1                                  | 2                                  | 3                                  | 4                                  | 5                                  | 6                                  | 7                                  | 8                                  | 9                                  | 10                                 | 11                                 | 12                                 | Năm                                |
| ---------------------------------- | ---------------------------------- | ---------------------------------- | ---------------------------------- | ---------------------------------- | ---------------------------------- | ---------------------------------- | ---------------------------------- | ---------------------------------- | ---------------------------------- | ---------------------------------- | ---------------------------------- | ---------------------------------- | ---------------------------------- |
| [ cần dẫn nguồn ]                  |                                    |                                    |                                    |                                    |                                    |                                    |                                    |                                    |                                    |                                    |                                    |                                    |                                    |